# Комітет Верховної Ради України з питань європейської інтеграції
Комітет Верховної Ради України з питань європейської інтеграції — колишній профільний комітет Верховної Ради України.
Створений 4 грудня 2007 р..
Положення про Комітет Верховної Ради України з питань європейської інтеграції затверджене 09.09.2002 р.
У 2002 році Комітетом було доопрацьовано внесений Урядом проєкт Закону України про Концепцію Загальнодержавної програми адаптації законодавства України до законодавства Європейського Союзу (прийнято 27/11/2002)..

## Сфери відання
Комітет здійснює законопроєктну роботу, готує, попередньо розглядає питання, віднесені до повноважень Верховної Ради України, та виконує контрольні функції у таких сферах відання:
- участь України в міжнародних інтеграційних процесах, пов'язаних з діяльністю Європейського Союзу (ЄС);
- адаптація українського законодавства до законодавства Європейського Союзу (ЄС), забезпечення його відповідності зобов'язанням України у рамках Ради Європи (РЄ);
- оцінка відповідності законопроєктів міжнародно-правовим зобов'язанням України у сфері європейської інтеграції;
- державна політика у сфері європейської інтеграції;
- забезпечення міжпарламентських зв'язків у рамках співробітництва України з Європейським Союзом (ЄС), Західноєвропейським Союзом (ЗЄС);
- координація програм технічної допомоги Європейського Союзу (ЄС) Верховній Раді України та спеціальних навчальних програм;
- надання згоди на обов'язковість міжнародних договорів України з Європейським Союзом (ЄС) та його державами-членами (ратифікація, приєднання до міжнародного договору, прийняття тексту міжнародного договору), денонсація зазначених міжнародних договорів України;
- транскордонне та міжрегіональне співробітництво з країнами Європейського Союзу (ЄС).

## Склад VII скликання[4]
Керівництво:
- Немиря Григорій Михайлович — Голова Комітету
- Геращенко Ірина Володимирівна — Перший заступник голови Комітету, голова підкомітету з питань інформаційного забезпечення інтеграційних процесів
- Бережна Ірина Григоріївна — Перший заступник голови Комітету, голова підкомітету з питань адаптації українського законодавства до законодавства Європейського Союзу (ЄС), забезпечення його відповідності зобов'язанням України у рамках Ради Європи (РЄ) та оцінки відповідності законопроєктів міжнародно-правовим зобов'язанням України у сфері європейської інтеграції
- Панькевич Олег Ігорович — Заступник голови Комітету, голова підкомітету з питань трудових мігрантів та національно-культурної співпраці
- Богословська Інна Германівна — Заступник голови Комітету, голова підкомітету з питань координації співробітництва між Україною та ЄС у сфері сільського господарства
- Нетецька Олена Анатоліївна — Секретар Комітету
- Тарасюк Борис Іванович — Голова підкомітету з питань співробітництва з НАТО та Міжпарламентською конференцією з питань Спільної політики безпеки і оборони Європейського Союзу, питань Східного Партнерства та ПА ЄВРОНЕСТ
- Курпіль Степан Володимирович — Голова підкомітету з питань політичного діалогу, міжлюдських контактів та співробітництва між Україною та ЄС у сфері юстиції та внутрішніх справ, координації технічної допомоги ЄС Верховній Раді України
- Кириленко Іван Григорович — Голова підкомітету з питань економічного та секторального співробітництва між Україною та ЄС
- Дмитрук Микола Ілліч — Голова підкомітету з питань регіонального та транскордонного співробітництва між Україною та країнами ЄС
- Мирний Іван Миколайович — Голова підкомітету з питань координації співробітництва між Україною та ЄС у сфері запобігання і протидії транснаціональної злочинності
- Благодир Юрій Анатолійович — Голова підкомітету з питань поглибленої та всеохоплюючої зони вільної торгівлі між Україною та ЄС, взаємодії в сфері інвестиційної політики

Члени:
- Балога Віктор Іванович
- Дзарданов Микола Сергійович
- Кіссе Антон Іванович
- Льовочкіна Юлія Володимирівна
- Порошенко Петро Олексійович[5].

## Склад VIII скликання[6]
Керівництво:
- голова Комітету — Геращенко Ірина Володимирівна
- перший заступник голови Комітету — Семерак Остап Михайлович
- заступник голови Комітету — Артеменко Андрій Вікторович
- заступник голови Комітету — Іонова Марія Миколаївна
- секретар Комітету — Сотник Олена Сергіївна

Члени:
- Балога Віктор Іванович
- Вілкул Олександр Юрійович
- Масоріна Олена Сергіївна
- Найєм Мустафа-Масі
- Тимошенко Юлія Володимирівна
- Тіміш Григорій Іванович
- Фірсов Єгор Павлович
- Юринець Оксана Василівна[7].